# Koraal (zoölogie)
Koraal is een verzamelnaam voor zeedieren van de klasse Anthozoa (bloemdieren). Het zijn diertjes van maar een paar millimeter die door hun tentakelkrans wel wat lijken op een zeeanemoon (zie ook neteldieren). Deze diertjes, ook wel poliepen genoemd, leven vaak in kolonies. Het hersenkoraal op de foto is een voorbeeld van zo’n kolonie. Koraalkolonies vormen vaak een onderdeel van koraalriffen.

## Taxonomie
Binnen de klasse Anthozoa onderscheiden we twee onderklassen: de Alcyonaria en de Zoantharia.
De Alcyonaria worden ook wel Octocorallia genoemd, naar de acht (octo) tentakels die elke poliep telt. De koralen uit deze groep zijn onder andere zachte koralen: ze maken geen uitwendig kalkskelet aan.
De Zoantharia, of Hexacorallia, zijn poliepen met zes (hexa) tentakels of een veelvoud daarvan. De koralen die zorgen voor de opbouw van koraalriffen, formaties van kalksteen, behoren tot deze groep. De rifbouwende koralen zijn koloniekoralen. De poliepen uit de kolonie maken een gezamenlijk uitwendig kalkskelet aan. Dat gebeurt boven op het skelet van overleden poliepen uit diezelfde kolonie. Zo groeien koraalriffen langzaam maar zeker.
Er bestaan ook enkelkoralen: zij groeien afzonderlijk en in een eigen uitwendig kalkskelet.

## Voorkomen
Er zijn zo'n 4500 soorten koraal bekend.
Plaatselijk vormen ze grote kolonies, banken en riffen, bijvoorbeeld het 2600 kilometer lange Groot Barrièrerif voor de kust van Australië. Koralen groeien in alle warme en schone zeeën en oceanen. In historische tijden kwamen ze veel voor in de Middellandse Zee bij Tunesië, Algerije, Italië, de eilanden Corsica, Sardinië en Sicilië. Hier komen nu nog, maar in mindere mate, de rode en oranjerode vormen voor. Koraal groeit ook in de Golf van Biskaje. Uit de Japanse Zee zijn witte koralen bekend, voor de kust van Taiwan zijn ze zalmrood, roze koralen groeien bij het eiland Midway in de Grote Oceaan, zwarte soorten bij de Hawaï-eilanden.
De koralen uit de Rode Zee en de Indische Oceaan zijn beroemd, ze komen onder andere voor bij het eiland Socotra en Mauritius, evenals de zwarte koralen, kabaren, die zowat 3 meter lang kunnen zijn en een diameter van 25 cm kunnen hebben. Deze soort leeft ook in de Zuid-Chinese Zee en voor de kust van Cuba. Voor de kust van Kameroen werden blauwe koralen, akosi, ontdekt, mogelijk de zeldzaamste koraalsoort. Blauwe koralen zijn ook toegeschreven aan het eiland Funafuti atol in de Grote Oceaan. Recentelijk heeft men in het noordelijke deel van de Atlantische Oceaan bij de Aleoeten en bij Alaska geel-bruine koralen gevonden.
Gespikkelde koralen komen voor op een diepte van 200 meter. Een bijzondere plaats wordt ingenomen door de zilverachtige-parelmoerkleurige engelenhuidkoralen.
Bloedkoraal (Corrallium rubrum) is het meest begeerde koraal. Talrijke handelsnamen bestaan, afhankelijk van vindplaats en de kwaliteit. De kleur is uniform lichtrood tot zalmkleurig Momo, middelrood Sardegna, ossenbloedrood Moro of het zachtroze met witachtige of zachtroze vlekken engelhuidkoraal.
Zwart koraal bestaat uit organisch hoornachtig materiaal. In de handel is het, net als blauw koraal, zonder betekenis.
Het Groot Barrièrerif, noordoostelijk van Australië, is een bouwwerk dat in de wereld zijn gelijke niet kent. De koraalriffen worden opgebouwd door miljoenen koraalpoliepen die, mede dankzij de in hun weefsels levende eencellige algen, kalk kunnen produceren. Rifbouwende ondiepwaterkoraalpoliepen (bijvoorbeeld hersenkoraal - Colpophyllia sp.) treft men aan in helder zout water met een minimale temperatuur van 20°C. Ze ontbreken aan de oostzijde van de grote oceanen door de daar heersende koude stromen en daar waar slibrijk water door rivieren wordt aangevoerd. Er kunnen drie riftypen onderscheiden worden: het kustrif, het barrièrerif en de atol (zie ook koraalrif).
Rifbouwende koudwaterkoralen (Lophelia pertusa) vindt men van 200 meter tot 2000 meter diep.
Koralen planten zich zowel geslachtelijk als ongeslachtelijk voort. Door stress en verstoring van de leefomgeving vindt de geslachtelijke voortplanting vaak niet meer plaats, terwijl dit uitermate belangrijk is voor genetische diversiteit van koraal en dus voor het behoud van de koraalriffen. Diergaarde Blijdorp in Rotterdam is betrokken bij diverse onderzoeksprogramma's om ervoor te zorgen dat de geslachtelijke voortplanting beter verloopt, zowel in aquaria als in de natuur.
Koraal is genoemd naar het Latijnse woord coralliu, respectievelijk het Griekse woord korallion.

## Toepassingen
Koralen zijn gevonden in afgravingen uit het Neolithicum en waren in Egypte en bij de Kelten geliefd. De meeste koralen vormen riffen, atollen en koraalbanken met veelvuldig vertakte 'struiken'. Alleen hun kalkskeletten worden gebruikt voor het maken van het edelsteenmateriaal.

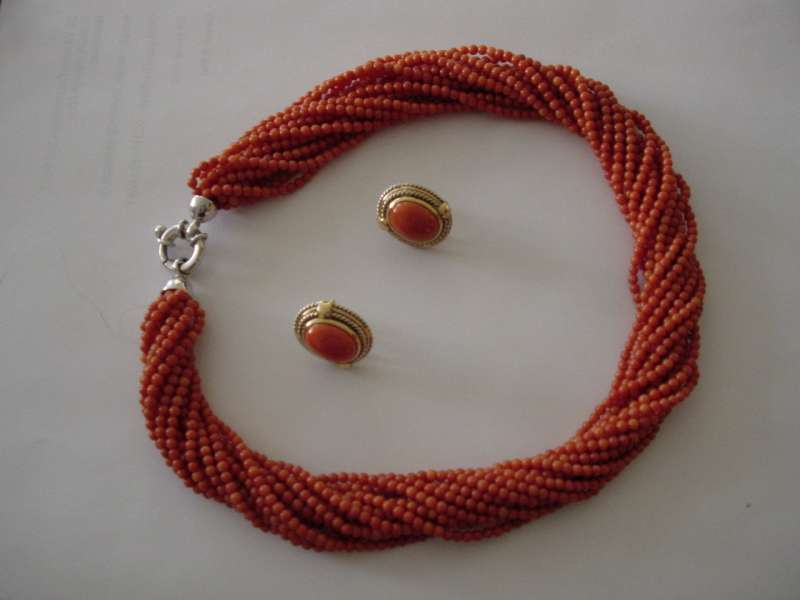
Sieraden van bloedkoraal

Diverse sieraden worden van koraal gemaakt. Van koraal worden ook beelden en kleine siervoorwerpen vervaardigd. Ook in natuurlijke staat wordt het als versiering gebruikt.

### Imitaties
Porselein, celluloid en kunststoffen worden toegepast als imitatiemateriaal van koraal. Recentelijk worden koralen ook vervaardigd van geperste koraalsplinters.